# Sepx
Sepx är en kommun i departementet Haute-Garonne i regionen Occitanien i södra Frankrike. Kommunen ligger i kantonen Saint-Martory som tillhör arrondissementet Saint-Gaudens. År 2022 hade Sepx 200 invånare.

## Befolkningsutveckling
Antalet invånare i kommunen Sepx
Referens:INSEE